# Sciades exiguus
Sciades exiguus là một loài bọ cánh cứng trong họ Cerambycidae.